# Fratelli per la pelle
Fratelli per la pelle (Stuck on You) è un film del 2003 diretto da Peter e Bobby Farrelly.

## Trama
Bob e Walt sono due gemelli siamesi di Martha's Vineyard. Molto amati dai loro concittadini, gestiscono un fast food e riscuotono successo anche nello sport. I due fratelli sono molto diversi tra loro: Bob è timido e riservato, mentre Walt è estroverso ed esuberante, tanto da decidere di tentare la fortuna come attore a Hollywood, costringendo Bob a seguirlo.

## Cast
Molte celebrità compaiono nel ruolo di se stesse in piccole parti: alcune sono accreditate (Cher, Griffin Dunne, Jay Leno, Ricky Williams e Ben Carson), altre no (Mary Hart, Fernanda Lima, Frankie Muniz, Meryl Streep e Jesse Ventura). Nel film appaiono anche Dane Cook, Rhona Mitra, Luke Wilson, Seymour Cassel, Nancy Carlsson-Paige (madre di Matt Damon) e molti sportivi statunitensi.